# Will Becher
Will Becher (* 1979 oder 1980 in Brighton) ist ein britischer Animator und Filmregisseur.

## Leben
Will Becher studierte Animation am Edinburgh College of Art und schloss 2002 mit einem Bachelor of Arts ab. Er gehört zum Team von Aardman Animations, die sich um die Animations- beziehungsweise Claymationfilme um die von Nick Park ersonnen Figuren Shaun das Schaf und Wallace & Gromit kümmern.
Becher wirkte erstmals als Animator bei Wallace & Gromit – Auf der Jagd nach dem Riesenkaninchen (2005) mit. Es folgten Animationen für Creature Comforts (2007), Die Piraten! – Ein Haufen merkwürdiger Typen (2012) und ParaNorman. Als Regisseur begann er 2016 bei der Fernsehserie zu Shaun das Schaf. Er führte auch zusammen mit Richard Phelan Regie bei Shaun das Schaf – UFO-Alarm und wurde dafür bei der Oscarverleihung 2021 für einen Oscar in der Kategorie bester Animationsfilm nominiert.

## Filmografie

### Animator
- 2005: Wallace & Gromit – Auf der Jagd nach dem Riesenkaninchen (The Curse of the Were-Rabbit)
- 2007: Creature Comforts
- 2008: Auf Leben und Brot (A Matter of Loaf and Death)
- 2009–2014: Shaun das Schaf (Shaun the Sheep) (Fernsehserie)
- 2012: Die Piraten! – Ein Haufen merkwürdiger Typen (The Pirates! In an Adventure with Scientists!)
- 2012: ParaNorman
- 2012: So You Want to Be a Pirate!
- 2015: Shaun das Schaf – Der Film (Shaun the Sheep Movie)
- 2018: Early Man – Steinzeit bereit (Early Man)

### Regisseur
- 2002: Boxed In
- 2006: Off Beat
- 2007: The Weatherman
- 2016: Shaun das Schaf (Shaun the Sheep) (Fernsehserie, 10 Episoden)
- 2019: Shaun das Schaf – UFO-Alarm (A Shaun the Sheep Movie: Farmageddon)